# (12189) Dovgyj
(12189) Dovgyj (1978 RQ1) – planetoida z grupy pasa głównego asteroid okrążająca Słońce w ciągu 3,47 lat w średniej odległości 2,29 j.a. Odkryta 5 września 1978 roku.